# سیرک راک اند رول رولینگ استونز
سیرک راک اند رول رولینگ استونز (به انگلیسی: The Rolling Stones Rock and Roll Circus) فیلمی موزیکال است که در ۱۱ و ۱۲ دسامبر ۱۹۶۸ با گردهم آمدن چندین هنرمند و گروه مطرح آن دوران فیلمبرداری شد و در سال ۱۹۹۶ منتشر شد. در این فیلم گروه‌ها و هنرمندانی چون د هو، تاج محل، جترو تال، مِریَن فیث‌فول به‌علاوهٔ اعضای رولینگ استونز حضور دارند. جان لنون و همسرش (در آن زمان نامزدش) یوکو اونو نیز در قالب سوپرگروپ درتی مک که اریک کلپتن، میچ میچل و کیت ریچاردز دیگر اعضای آن هستند از دیگر افرادی هستند که در فیلم حضور دارند. در این فیلم میک جَگِر در نقش مجری سیرکی ظاهر می‌شود که در آن گروه‌های موسیقی روی صحنه می‌روند و برای تماشاگران حاضر در سیرک، موسیقی اجرا می‌کنند. «سیرک راک اند رول رولینگ استونز» آخرین اجرا از رولینگ استونز بود که همهٔ اعضای بنیان‌گذار گروه در آن حضور داشتند.
این فیلم که در استودیویی در شمال لندن و به قصد نمایش در تلویزیون فیلمبرداری شده بود، قرار بود از شبکهٔ بی‌بی‌سی پخش شود اما اعضای رولینگ استونز به دلیل این‌که از اجرای‌شان ناراضی بودند با پخش آن مخالفت کردند. آن‌ها ادعا کردند چون بخش‌های آن‌ها در اولین ساعات صبح فیلمبرداری شده و واقعاً سرحال نبوده‌اند، از حداقل کیفیت لازم برخوردار نیست. برخی دیگر دلیل جلوگیری از پخش فیلم را نمایش ایده‌آل د هو در برابر رولینگ استونز می‌دانند. د هو در زمان فیلمبرداری «سیرک راک اند رول رولینگ استونز» به‌تازگی یکی از تورهای‌شان را برگزار کرده بودند و در شرایط آرمانی بودند در حالی‌که رولینگ استونز از آخرین تورشان ۲ سال گذشته بود و به اندازهٔ اعضای د هو آمادگی اجرای زنده را نداشتند.